# بوينغ إي-767
بوينغ إي-767 (بالإنجليزية: Boeing E-767)‏ هي طائرة إنذار مبكر وتحكم (اواكس)، صممت لتلبية متطلبات قوة الدفاع الذاتي الجوية اليابانية، وهي في الأساس نظام رادار المراقبة والتحكم الجوي للطائرة بوينغ إي-3 سينتري ولكنه مثبت على طائرة من نوع بوينغ 767-200.
أنتجت في الولايات المتحدة ومن صناعة بوينغ للدفاع والفضاء والأمن. تستخدم بشكل أساسي من قبل قوة الدفاع الذاتي الجوية اليابانية. كان أول طيران لها في 4 أكتوبر 1994. دخلت الخدمة في 10 مايو 2000، ومازالت في الخدمة حتى الآن. صنع منها 4 طائرات. إي-767.